# 多納爾·羅格
多納爾·羅格（Donal Logue，1966年2月27日—）是一位愛爾蘭裔加拿大人演員、製作人和作家。他最著名的作品包括史蒂芬的哲學、混亂之子、維京傳奇、你被禁足了。他最近則出演福斯廣播公司電視劇高譚市。